# Hydrobioides
Hydrobioides is een geslacht van weekdieren uit de klasse van de Gastropoda (slakken).

## Soort
- Hydrobioides turrita (Blanford, 1869)